# Tsogo (B.30) jezici
Tsogo (B.30) jezici, podskupina sjeverozapadnih bantu jezika raširenih po Gabonu. Obuhvaća ukupno (5) jezika koji pripadaju sjeverozapadnoj skupini bantu jezika u zoni B u najmanje 8 podskupina i pobliže neklasificirani molengue. 
Predstavnici su: bubi ili bhubhi, eviia [buw], 5.000 (1990 CMA); kande [kbs], 1.000 (1990 CMA), narod se zove Okande; pinji ili apindje [pic], 5.000 (1990 CMA); simba ili nsindak [sbw], 3.000 (1990 CMA); tsogo ili getsogo [tsv], 12.000 (1982 UBS); 

## Vanjske poveznice
- Ethnologue (14th)
- Ethnologue (15th)